# Горіхове (Харківський район)
Горі́хове —  село в Україні, у Харківському районі Харківської області. Населення становить 74 осіб. Колишній орган місцевого самоврядування — Манченківська селищна рада. З 2020 року у складі Люботинської міської громади.

## Географія
Село Горіхове знаходиться на відстані 0,5 км від селища Ударне і за 1 км від села Мищенки. Село оточене лісовим масивом (дуб, сосна). Поруч проходить залізниця, найближча станція Горіховий Гай (1 км).